# 三星Galaxy Tab S6
三星Galaxy Tab S6是一款由三星電子推出的旗艦級平板電腦。首次在2019年7月31日公開，於同年9月發售。

## 歷史
三星Galaxy Tab S6首次在2019年7月31日公開。